# 岡田佐平治
岡田 佐平治（おかだ さへいじ、文化9年7月10日（1812年8月16日） - 明治11年（1878年）3月3日）は、幕末-明治時代の農業指導者、報徳運動家。名は清忠。字は至誠。号は無息軒。

## 経歴・人物
遠江国佐野郡倉真村（現：静岡県掛川市）の豪農。15歳で家を継ぐ。二宮尊徳の報徳思想を安居院庄七から学び感銘し、嘉永元年（1848年）居村に牛岡組報徳社を結社。長男良一郎と共に領内の荒地開墾、窮民救済に尽力した。明治8年（1875年）遠江国報徳社を設立し、社長となる。
大正7年（1918年）、従五位を追贈された。